# Соботка (Пољска)
Соботка (пољ. Sobótka) град је у Пољској у Војводству доњошлеском. По подацима из 2012. године број становника у месту је био 7050.

## Становништво
| 2012. |
| ----- |
| 7.050 |